# Mặt trận Cánh Tả (Nga)
Mặt trận Cánh Tả là một mặt trận thống nhất bao gồm một số tổ chức chính trị cực tả ở Nga, cũng như ở các nước trước đây thuộc Liên Xô. Tổ chức này chỉ trích chế độ Putin 
rất dữ dội.

## Chủ đích và mục tiêu
Mục đích chính yếu của mặt trận Cánh Tả là xây dựng lại xã hội chủ nghĩa ở Nga. Vai trò chính mặt trận Cánh Tả tuyên bố là bảo đảm sự đoàn kết với tất cả mọi người đấu tranh cho xã hội chủ nghĩa, dân chủ và chủ nghĩa Quốc tế và phối hợp các lực lượng cánh tả đối lập.